# Heinrich Joseph von Auersperg

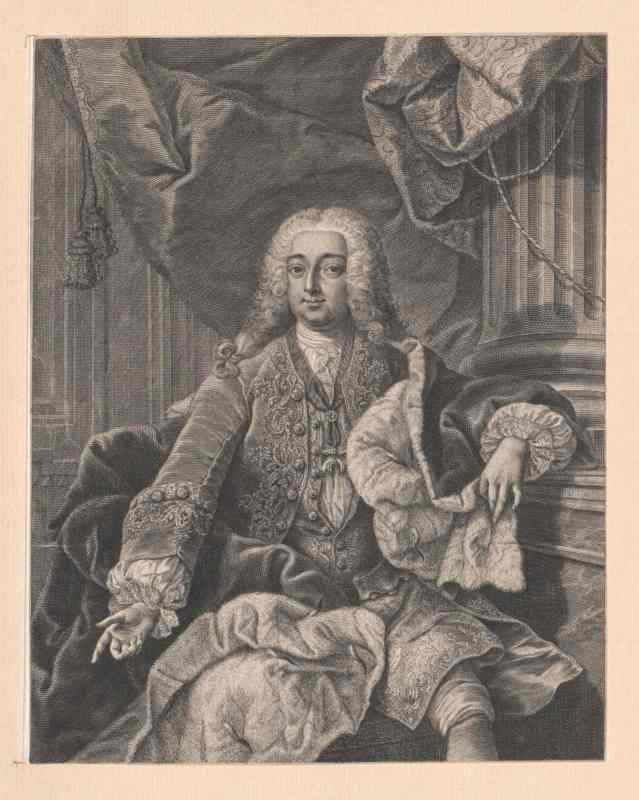
Heinrich Josef von Auersperg

Heinrich Joseph Johann von Auersperg (* 24. Juni 1697 in Wien; † 9. Februar 1783 ebenda) war der 4. Fürst von Auersperg sowie Herzog von Münsterberg.

## Leben
Heinrich Josef von Auersperg war der Sohn von Franz Karl von Auersperg, 3. Fürst von Auersperg und Herzog von Münsterberg. Er diente unter Karl VI. bis 1738 als Oberhofmarschall, anschließend bis 1765 als Oberstallmeister und Oberkämmerer am Hofe Maria Theresias und wurde ein enger Freund Kaiser Franz Stephans. Er war auch Feldmarschall sowie Obersthofmeister (Ajo) Kaiser Josephs II.
Am 28. November 1739 wurde er in den Orden vom Goldenen Vlies aufgenommen.
Nach dem Tod Heinrich Josephs von Auersperg folgte ihm sein ältester Sohn Karl Joseph Anton (1720–1800) als 5. Fürst nach. Diesem folgten als 6. Fürst von Auersperg sein ältester Sohn Wilhelm (1749–1822), als 7. Fürst dessen ältester Sohn Karl Wilhelm II. (1782–1827) sowie als 8. Fürst dessen ältester Sohn Carlos (1814–1890).

### Ehen und Nachkommen
Am 21. Mai 1719 heiratete Heinrich Josef von Auersperg in erster Ehe Marie Dominika von und zu Liechtenstein (1698–1724), eine Tochter von Johann Adam Andreas, Fürsten von Liechtenstein, Herzog von Troppau und Jägerndorf, und seiner Ehefrau Erdmuthe Maria Theresia, Prinzessin von Dietrichstein-Nikolsburg, und hatte mit ihr drei Kinder:
1. Karl Joseph Anton von Auersperg (1720–1800), nachmals 5. Fürst von Auersperg  ⚭ 1744 Maria Josepha Rosalia von Trautson, Erbin ihrer Familie
2. Johann Adam von Auersperg (1721–1795)
3. Maria Theresia von Auersperg (1722–1732)

Nach Marie Dominikas Tod heiratete Heinrich Josef von Auersperg 1726 Maria Franziska Antonia von Trautson, Gräfin zu Falkenstein (1708–1761). Mit seiner zweiten Frau hatte er neun Kinder:
1. Maria Anna von Auersperg (1730–1731)
2. Joseph Franz Anton von Auersperg (1734–1795)
3. Maria Theresia Franziska-Xaveria Antonia Oktavia von Auersperg (1735–1800), verheiratet mit Johann Joseph Graf Kinsky von Wchinitz und Tettau
4. Maria Antonia von Auersperg (1739–1816), heiratete Graf Gundackar Thomas von Wurmbrand-Stuppach (* 30. Dezember 1735; † 10. Mai 1791)
5. Franz von Paula Prinz von Auersperg (1741–1795) heiratete Vinzenzia Freiin von Rechbach
6. Maria Anna von Auersperg (1743–1816) heiratete Joseph Wenzel von Würben und Freudenthal
7. Johann Baptist Graf von Auersperg (1745–1816)
8. Alois Franz Graf von Auersperg (1747–1817)
9. Franz Xaver Graf von Auersperg (1749–1808), Feldmarschall-Lieutenant[5], verheiratet mit Maria Elisabeth von Kaunitz